# New Eyes
New Eyes è il primo album in studio del gruppo musicale britannico Clean Bandit, pubblicato il 30 maggio 2014.

## Tracce
1. Mozart's House (feat. Love Ssega) – 3:50
2. Extraordinary (feat. Sharna Bass) – 4:17
3. Dust Clears (feat. Noonie Bao) – 4:27
4. Rather Be (feat. Jess Glynne) – 3:48
5. A+E (feat. Kandaka Moore & Nikki Cislyn) – 4:07
6. Come Over (feat. Stylo G) – 3:43
7. Cologne (feat. Nikki Cislyn & Javeon) – 4:06
8. Telephone Banking (feat. Love Ssega) – 3:51
9. Up Again (feat. Rae Morris) – 4:21
10. Heart on Fire (feat. Elisabeth Troy) – 4:02
11. New Eyes (feat. Lizzo) – 3:46
12. Birch (feat. Eliza Shaddad) – 4:16
13. Outro Movement III – 2:01

## Formazione
Gruppo
- Jack Patterson - basso, body percussion, steel pan, pianoforte, tastiere, voce
- Luke Patterson - batteria
- Grace Chatto - violoncello, voce, cori
- Neil Amin-Smith - violino

Altri musicisti
- Anthony Strong - pianoforte
- Matt Maguire - viola
- Asher Zaccardelli - viola
- Beatrice Philips - violino
- Florence Rawlings - cori

## Classifiche
| Classifica (2014) | Posizione massima |
| ----------------- | ----------------- |
| Austria           | 67                |
| Belgio (Fiandre)  | 39                |
| Belgio (Vallonia) | 35                |
| Francia           | 52                |
| Germania          | 31                |
| Giappone          | 43                |
| Irlanda           | 9                 |
| Italia            | 57                |
| Nuova Zelanda     | 30                |
| Paesi Bassi       | 22                |
| Regno Unito       | 3                 |
| Spagna            | 72                |
| Stati Uniti       | 180               |
| Svizzera          | 8                 |
| Ungheria          | 7                 |